# Jean-Baptiste Warnesson de Grandchamps
Jean Baptiste Warnesson de Grandchamps, né le 7 juin 1745 à Vaux-Montreuil (Ardennes), mort le 17 novembre 1807 à Mézières (Ardennes), est un général français de la Révolution et de l’Empire.

## États de service
En 1792, il est capitaine commandant au 37e régiment d’infanterie
Il est promu général de brigade le 7 octobre 1793, à l’armée du Rhin. Le 19 octobre 1794, il commande à Bourglibre en Alsace, et il assiste à la fête des victoires des armées françaises, célébrée sous l'Arbre de la Liberté. Il est admis à la retraite le 1er juillet 1795.
En 1801, il reprend du service comme commandant la 6e demi-brigade de vétérans à Mézières, et le 18 mai 1804, il participe à la cérémonie de couronnement de l’Empereur  il est fait officier de la Légion d’honneur le 14 juin 1804.
Il meurt le 17 novembre 1807, à Mézières (aujourd'hui Charleville-Mézières).

## Sources
- (en) « Generals Who Served in the French Army during the Period 1789 - 1814: Eberle to Exelmans »
- Jean Baptiste Warnesson de Grandchamps  sur roglo.eu
- Léon Hennet, Etat militaire de France pour l’année 1793, Siège de la société, Paris, 1903, p. 87.
- Monsieur Viton de Saint-Allais, Histoire générale des ordres de chevalerie civils et militaires existant en Europe, Légion d’honneur, imprimerie C.F. Patris, Paris, 1811, p. 44.
- Histoire du couronnement; ou, Relation des cérémonies religieuses, politiques et militaires, qui ont eu lieu pendant les jours mémorables consacrés à célébrer le couronnement et le sacre de sa Majesté Impériale Napoléon Ier, Empereur des Français, imprimerie P.L. Dubray, Paris, 1805, p. 74.